# 斯坦利 (新墨西哥州)
斯坦利（英語：Stanley）是位於美國新墨西哥州聖菲縣的普查規定居民點。

## 人口
根據2020年美國人口普查的數據，斯坦利的面積為15.99平方千米，皆為陸地。當地共有人口108人，而人口密度為每平方千米6.75人。